# Santo Antônio do Planalto
Santo Antônio do Planalto es un municipio brasileño del estado de Rio Grande do Sul.
Se encuentra ubicado a una latitud de 28º23'46" Sur y una longitud de 52º41'28" Oeste, estando a una altitud de 558 metros sobre el nivel del mar. Su población estimada para el año 2004 era de 1997 habitantes.
Ocupa una superficie de 207,51 km².
- Datos: Q1749870
- Multimedia: Santo Antônio do Planalto / Q1749870